# Argiro Ospina
Argiro Alonso Ospina Hernández (Nechí, Antioquia, 3 de septiembre de 1991) es un exciclista profesional colombiano.

## Biografía
Nació en Nechí, Antioquia donde se inició en el ciclismo hasta recalar en el equipo Gobernación de Antioquia-Indeportes Antioquia en las temporadas 2011 y 2012. Fue en el año 2011 donde dio el gran salto al mundo del ciclismo gracias a sus triunfos en la Vuelta Higuito en Costa Rica y la etapa reina de la Vuelta al Tolima. Igualmente en el 2012 tuvo una destacada actuación en el Clásico RCN, donde logró la victoria en la séptima etapa que terminaba en montaña. Estas importantes actuaciones le valieron el fichaje por el equipo español Movistar Team para las temporadas 2013. Después de su paso por el equipo español, no logra adaptarse al equipo y en el 2014 regresa a Colombia y es fichado por el equipo Coldeportes-Claro para la temporada 2014.

## Palmarés
2011
- Vuelta Higuito
- 3º en el Campeonato de Colombia Contrarreloj Sub-23

2012
- 1 etapa del Clásico RCN

## Equipos
- Gobernación de Antioquia-Indeportes Antioquia (2011-2012)
- Movistar Team (2013)
- Coldeportes-Claro (2014)[2]